# Luleå Eskimos
Luleå Eskimos är ett svenskt lag i amerikansk fotboll från Luleå och deras Headcoach är Viktor Triumf.

## Historia
Laget har spelat sedan 1992 och började i Division 2 Norra och spelade mot lag från Umeå, Sundsvall och Jämtland.
Under 2011-2016 spelade laget inte seriespel på grund av dålig ekonomi. Då en bortamatch kostar över 50 000 kronor med resa och hotell för hela lagen de hade svårt att hitta sponsorer. Laget diskuterade att starta ett damlag också. 
År 2017 spelade laget i Division 1 Östra och mötte Arlanda Jets, Djurgårdens IF, STU Northside Bulls, Telge Truckers,Upplands-Bro Bronocos, Västerås Roedeers.
| Rank | Division 1 Östra 2017 | Pld | W | D | L | Pts |
| ---- | --------------------- | --- | - | - | - | --- |
| 1    | STU Northside Bulls   | 6   | 6 | 0 | 0 | 12  |
| 2    | Arlanda Jets          | 6   | 5 | 0 | 1 | 10  |
| 3    | Djurgårdens IF AFF    | 6   | 4 | 0 | 2 | 8   |
| 4    | Upplands-Bro Broncos  | 6   | 3 | 0 | 3 | 6   |
| 5    | Västerås Roedeers     | 6   | 2 | 0 | 4 | 4   |
| 6    | Luleå Eskimos         | 6   | 1 | 0 | 5 | 2   |
| 7    | Telge Truckers        | 6   | 0 | 0 | 6 | 0   |

2018 innebar inget seriespel för Eskimos. De lånade istället ut spelare till Rovaniemi Nordmen och jobbade på med att bygga upp laget och framförallt juniorverksamheten.